# 天堂之門 (宗教團體)
天堂之门（英語：Heaven's Gate）是美国一个以聖地牙哥作为主要活动区域的千禧年主义不明飛行物體宗教组织，由马歇尔·阿普尔怀特和邦尼·尼托斯在1970年代早期创立。在1997年3月26日，39名信徒相信他们能通过集体自杀来进入在海尔-博普彗星后面的外星飞船，后来信徒的遗体被警察发现。

## 历史
根据UFO学家雅克·法兰在他1979年所写的书《欺骗的信使》，该宗教团体是在1970年代早期马歇尔·阿普尔怀特从一次心脏病中恢复并声称感受到了濒死体验后创立，他开始相信自己及他的护士邦尼·尼托斯是圣经启示录11:3中所提到的“两个见证人”。在一次短暂而不成功的运营一家励志书书店的尝试之后，他们开始在美国四处旅游并传播他们的信仰体系。和其他新纪元运动信仰一样他们将基督教学说（尤其是关于救赎和末日的理论）与进化论及科幻，特别是到其他维度及宇宙旅行的理论结合起来。
阿普尔怀特和尼托斯在多年間使用了多个假名。其中有代表性的有“Bo和Peep”以及“Do和Ti”。这个宗教组织本身也有很多别名。在采用天堂之门此名稱前，该组织最著名的名称是人类个体蜕变（英文：Human Individual Metamorphosis），该组织重组并更名了多次并且有多种招募成员的方式。阿普尔怀特相信他与耶稣有直接的关联，这意味着他是一个“在进化上处于人类之上的国王”。

## 信仰体系
天堂之门的成员相信地球这个行星即将被“回收”（即完全清理，翻新并重新恢复活力）而唯一一个存活下来的方法就是立即离开这颗星球。这个组织官方會執行集體自杀，他们认为所谓的“自杀”在他们的教义中寓意着“在有机会到下一个次元的时候抓住机会”。并且他们还相信他们的“人类”肉体只不过是在漫长旅途中的一个容器而已。当他们谈话中谈到一个人或他的身体的时候，他们经常使用“家”这个词。当在一次访谈中看到他儿子的照片的时候，集体自杀的幸存者Rio DiAngelo说，“看，这有一个小房子！”
这个宗教组织相信有多条渠道能使人类在地球被“回收”之前离开。其中之一是坚决的深爱这个世界。“我们信仰的一个部分就是我们对世界，包括对我们肉体的爱，到了即使没有任何证据证明‘更高次元’是存在的情况下我们也愿意离开的程度。”
这一组织的成员以“-ody”作结尾的教名，取代自己的姓名而称呼，象征他们是“下一次元之子”。这一个词也在马歇尔·阿普尔怀特的最终影片《做最后的逃离》中被提及。该影片与1997年3月19日至20日之间录制，距离他们的自杀行动只有几天。
他们相信“为了成为下一次元的合格成员，人类必须摆脱任何属于现居星球的附加品”。这也就意味着该宗教所有成员必须放弃所有的人类特征，比如他们的家人、朋友、性别、个性、工作、财产以及地位。
这个组织的基本信条保持一致了很多年。不过，该组织信仰的细节部分一直是足够具有适应性并接受修改的。关于该组织随着时间增加或缓慢修改他们的信仰体系有如下例子：更改人类提升到“更高次元”的方式；更改他们描述自己的方式；提升“魔鬼”这个理念的重要性以及增加很多其他新纪元运动的思想。还有一个理论是对与外星人占有躯体的信仰：当这个组织最初被创建的时候，阿普尔怀特和尼塔斯告诉他们的追随者他们是外星生物，而当被占有躯体随着新纪元运动变得流行的时候，这两个人更改了他们的说法并说他们两个人是被外星人占有躯体的人。 该组织关于占有躯体的描述可以解释为身体被灵魂占据。他们认为占有躯体可以定义为“一个实体占有了一个被旧有灵魂腾出的身体”。
关于“占有躯体”这个理念在个人层面也鼓舞了阿普尔怀特和尼托斯从零开始，这两个人脱胎换骨，开启了一个新生活。这个理论让他们有机会来“用占据阿普尔怀特和尼托斯的新灵魂来抹杀他们作为人类的过去”。
另一个阿普尔怀特和尼托斯接受了的新紀元運動理论是古代太空人假说，术语“古代太空人”被用来指代多种关于外星人曾在远古访问地球的理论。阿普尔怀特和尼托斯接受了这个理论并将它作为一个“外星人曾在百万年前播下现今人类文明的种子，并将通过将精神进化了的个体收入飞碟的形式收割。只有少数人类社会中的成员才会被选中，晋升到这种超凡的状态，剩下的则会被留下来，淹没在一个精神被污染的腐化世界里。”只有加入了天堂之门，追随阿普尔怀特和尼托斯的信仰，并作出被教会要求的牺牲的人才能从这场灾难中逃生。

## 组织体系
教会成员必须放弃他们所有的物质财产并生活在高度禁欲的生活中。这个教会组织严密并且所有物品都是由社区共享的。8名该教会的男性成员，包括阿普尔怀特，自愿在墨西哥进行了阉割来保持清心寡欲的生活。
这个教会通过以“Higher Source”为公司假名的专业网站制作服务来赚取收入。
由于网络在集体自杀交流中的重要性，文化学家保罗·维希留将这个宗教称为網路宗派主義。

## 集体自杀及后果
在1997年3月19日到20日，阿普尔怀特录下了他自己关于集体自杀的演讲并断言“这是唯一一种从这个地球上逃离的办法”。在宣布完有一艘飞船在跟随海尔-博普彗星之后，阿普尔怀特说服了38名追随者来进行自杀这样他们的灵魂就能登上这艘幻想中的飞船。阿普尔怀特相信在他们死后，一艘UFO会将他们的灵魂带到一个据他所言既在肉体上也在精神上的“人类之上的存在境界”。
这个组织在圣地亚哥从一个叫Sam Koutchesfahani的人的手中以7000美元一个月的现金形式租下了一个850平方米的，坐落于一个有门禁的高档社區的大厦。三十八个天堂之门的成员以及该组织的领袖阿普尔怀特，在1997年3月26日被发现死在了这个大厦内。由于加利福尼亚州春天炎热的天气，很多人的遗体在被发现的时候已经腐烂了，他们的遗体在之后被火化。
这些成员将苯巴比妥与苹果酱混合在一起，并用伏特加调制。此外，他们还在吃完这些混合物后将塑料袋绑在头上来导致窒息。当局发现死者整洁的躺在自己的双层床上，身体由一块整洁的紫色方布盖住。每个成员都在口袋里带着5.45美金，说这是星际旅行的费用。这39人都穿着一模一样的黑色衬衫和运动裤，全新的旧黑白色耐克运动鞋及袖标“天堂之门远征队”（这是该教会使用星际迷航中名字命名的一个例子） 。这些年龄介于26岁和72岁之间的教徒据信是在连续的三天内分三批自杀的，而剩下的参与者要负责打扫前一组组员的死亡现场。15名成员在3月24日死亡，15名成员在25日死亡，而剩下的9名成员在26日死亡。该组织的领袖阿普尔怀特是第三批，也是最后一批自杀的成员。两名女性成员在他自杀之后自杀，这也是仅有的两名没有在头上缠绕塑料袋的成员。其中有一名死者，托马斯·尼科尔斯，是演员尼切尔·尼科尔斯（因饰演星际迷航中妮欧塔·乌乎拉而知名）的弟弟。
只有一名该教会的成员，Rio DiAngelo没有自杀。他录下了这栋大楼的录影。但这段录影直到事件发生后5年的2002年才被交给警方。
这次事件被媒体广泛宣传为教派自杀的一个例子。
两个天堂之门的前成员，Wayne Cooke和Charlie Humphreys也在事件发生不久之后以同样的方式自杀了。Humphreys在1997年5月的一次相约自杀中与Cooke活了下来，但也最终在1998年2月成功自杀了。

## 自杀事件之前的媒体报道
正如被主流媒体所知，天堂之门主要是通过UFO研究圈子以及一系列社会学家罗伯特·鲍尔奇的研究而知名的。
天堂之门还通过雅克·法兰的书《欺骗的信使》知名。在其中，法兰描述了一个不一般的由该教会组织的会议。法兰也通过这本书表达了他对于这个组织在政治和宗教上以及能否在批评中存活下来的担心。
在1994年1月，《洛杉矶周刊》写了一篇关于该教会的文章，通过这篇文章，Rio DiAngelo发现了这个教会并最终加入了他们。
Rio DiAngelo，该组织的一名幸存成员，成为了《洛杉矶周刊》的2007年封面故事人物。

### 引用
1. ↑  Hexham, Irving; Poewe, Karla. . Christian Century: 439–440. 7 May 1997  [2007-10-06]. （原始内容存档于2009-06-05）.
2. ↑  . CNN.   [2010-05-04]. （原始内容存档于2012-05-26）.
3. ↑  Ayres, B. Drummond, Jr. . New York Times. March 29, 1997  [2008-11-09]. （原始内容存档于2020-04-20）. According to material the group posted on its Internet site, the timing of the suicides were probably related to the arrival of the Hale–Bopp comet, which members seemed to regard as a cosmic emissary beckoning them to another world.
4. ↑  Vallee, Jacques, Messengers of Deception: UFO Contacts and Cults. Ronin, 1979.
5. ↑  "And I will appoint my two witnesses, and they will prophesy for 1,260 days, clothed in sackcloth." Bible Gateway （页面存档备份，存于）
6. ↑  Partridge, Christopher, Introduction to World Religions (Fortress, 2005), entry on "UFO Religions, Human Potential and the New Age", p. 444.
7. ↑  Wojik, Daniel, "Apocalyptic and Millenarian Aspects of American UFOism", in Partridge, Christopher, ed., UFO Religions. Routledge, 2003, p. 274.
8. ↑  Ryan J. Cook, Heaven's Gate （页面存档备份，存于）, webpage retrieved 2008-10-10.
9. ↑  Mizrach, Steven. .   [2008-10-10]. （原始内容存档于2008-05-17）.
10. ↑  . Heaven's Gate Web Site.   [2007-08-23]. （原始内容存档于2021-01-07）.
11. ↑  Balch, Robert. . Bromley, David G.; Melton, J. Gordon  (编). . New York: Cambridge University Press. 2002: 211.
12. 1 2 3  Lewis 2001，第16頁
13. 1 2  Lewis 2001，第368頁
14. ↑  Lewis 2001，第17頁
15. ↑  Ross, Rick. . The Rick A. Ross Institute. October 1999  [2014-11-22]. （原始内容存档于2002-01-14）.
16. ↑  Weise, Elizabeth. . Associated Press. Seattle Times. 1997-03-28  [2007-12-30]. （原始内容存档于2009-01-13）.
17. ↑  Paul Virilio, The Information Bomb (Verso, 2005), p. 41.
18. ↑  Edith Lederer, "Alien Abduction Insurance Cancelled!" （页面存档备份，存于）, Associated Press, 2 April 1997, Retrieved March 12, 2008
19. ↑  "The Marker We've Been... Waiting For" （页面存档备份，存于）, by Elizabeth Gleick, Cathy Booth and James Willwerth (Rancho Santa Fe); Nancy Harbert (Albuquerque); Rachele Kanigal (Oakland) and Richard N. Ostling and Noah Robischon (New York). 時代雜誌. Monday, April 7, 1997.
20. ↑  Ramsland, Katherine. . All about Heaven's Gate cult (CourtTV Crime Library).   [2006-09-20]. （原始内容存档于2006-12-11）.
21. ↑  . CNN.   [2006-08-29]. （原始内容存档于1999-02-22）.
22. ↑  Cornwell, Tim. . 7 May 1997  [23 June 2014]. （原始内容存档于2020-09-09）.
23. ↑  . CNN. 28 March 1997  [2007-10-06]. （原始内容存档于2020-09-09）.
24. ↑  . The San Diego Union-Tribune. 18 March 2007  [2007-10-21]. （原始内容存档于2008-10-03）.
25. ↑  Purdum, Todd S. . The New York Times. May 7, 1997  [2007-10-21]. （原始内容存档于2020-07-24）. A former member of the Heaven's Gate cult was found dead today in a copycat suicide in a motel room near the scene of the group's mass suicide in San Diego County, and another former member was found unconscious in the same room, the authorities said.
26. ↑  Vallee, Jacques. . Ronin. 1979.
27. ↑  Gardetta, Dave. . LA Weekly. 21 January 1994  [2007-08-23]. （原始内容存档于2007-03-28）.
28. 1 2  Bearman, Joshuah. . LA Weekly. 21 March 2007  [2014-11-22]. （原始内容存档于2014-12-23）.

### 书目
- Lewis, James R. (编). . Prometheus Books. 2001. ISBN 1-57392-842-9 –Archive.org （英语）.
- Lewis, James R. . Partridge, Christopher  (编). . Psychology Press. 2003. ISBN 978-0-415-26324-5 （英语）.

## 延伸阅读
- Chryssides, George D. (编). . Ashgate Publishing. 2011. ISBN 978-0-7546-6374-4.